# Hideyuki Matsui
Hideyuki Matsui (japanisch 松井英幸; * 14. Februar 1964 in Toyokawa) ist ein ehemaliger japanischer Radrennfahrer.

## Sportliche Laufbahn
Matsui war im Bahnradsport aktiv. Bei den UCI-Bahn-Weltmeisterschaften 1986 wurde er hinter seinem Landsmann Koichi Nakano Zweiter im Sprint der Profis. 1987 wurde er hinter Noboyuki Tawara Vize-Weltmeister. Bei der Weltmeisterschaft 1989 kam er auf den dritten Platz. Matsui war auch im Keirin erfolgreich.